# Chaingy
Chaingy – miejscowość i gmina we Francji, w Regionie Centralnym, w departamencie Loiret.
Według danych na rok 1990 gminę zamieszkiwało 2641 osób, a gęstość zaludnienia wynosiła 122 osoby/km² (wśród 1842 gmin Regionu Centralnego Chaingy plasuje się na 135. miejscu pod względem liczby ludności, natomiast pod względem powierzchni na miejscu 602.).